# Roseville (Californië)
Roseville is een plaats (city) in de Amerikaanse staat Californië, en valt bestuurlijk gezien onder Placer County.

## Demografie
Bij de volkstelling in 2000 werd het aantal inwoners vastgesteld op 79.921.
In 2006 is het aantal inwoners door het United States Census Bureau geschat op 107.158, een stijging van 27237 (34,1%).

## Geografie
Volgens het United States Census Bureau beslaat de plaats een oppervlakte van
78,9 km², geheel bestaande uit land. Roseville ligt op ongeveer 40 m boven zeeniveau.

## Plaatsen in de nabije omgeving
De onderstaande figuur toont nabijgelegen plaatsen in een straal van 16 km rond Roseville.

## Geboren
- Steve Brown (1954), Nederlands zakenman en auteur
- Susanne Severeid (1955), Amerikaans-Nederlands actrice en schrijfster
- Scott Pruett (1960), autocoureur
- Molly Ringwald (1968), actrice